# Naturschutzgebiet Jürgensberg

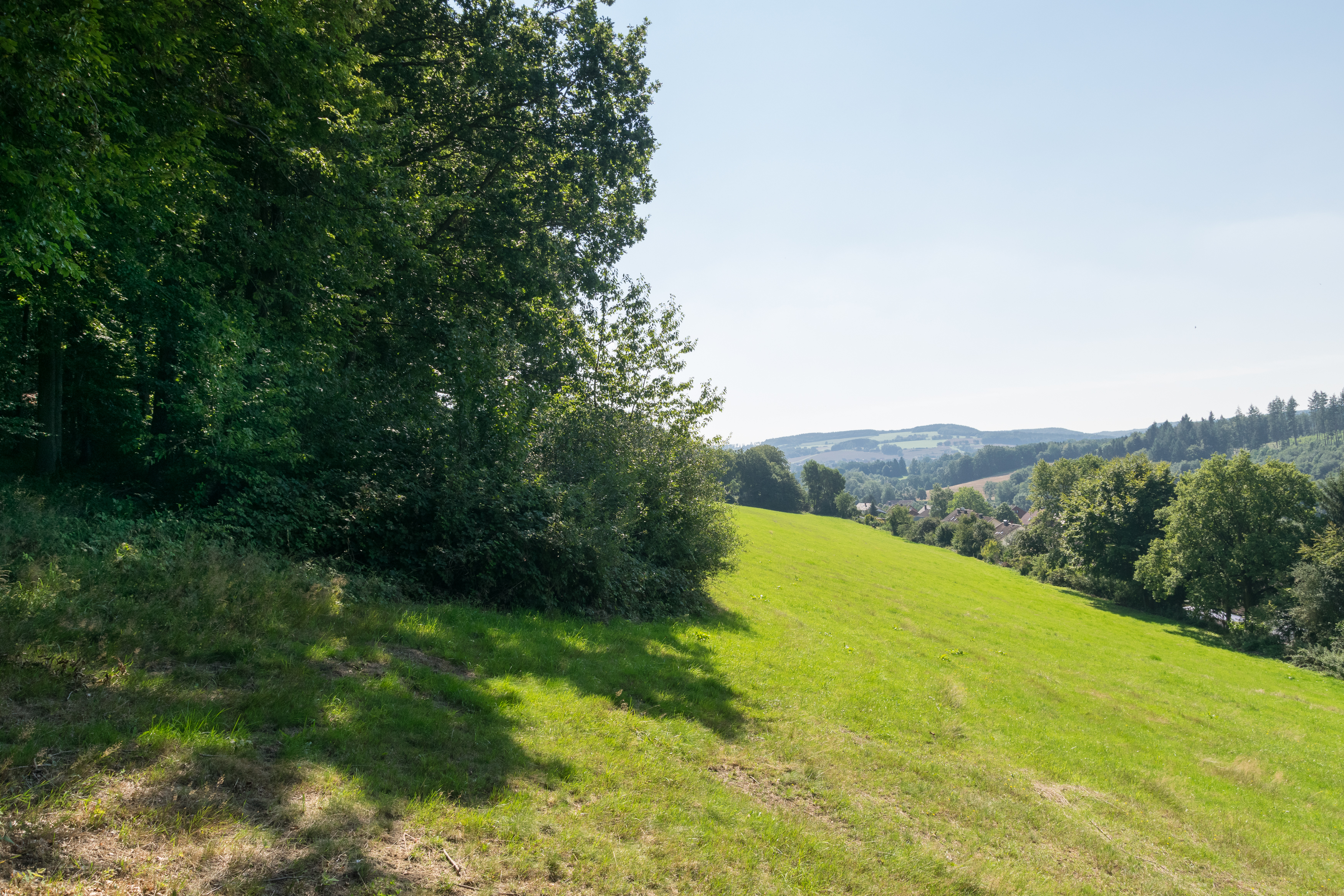
Naturschutzgebiet Jürgensberg

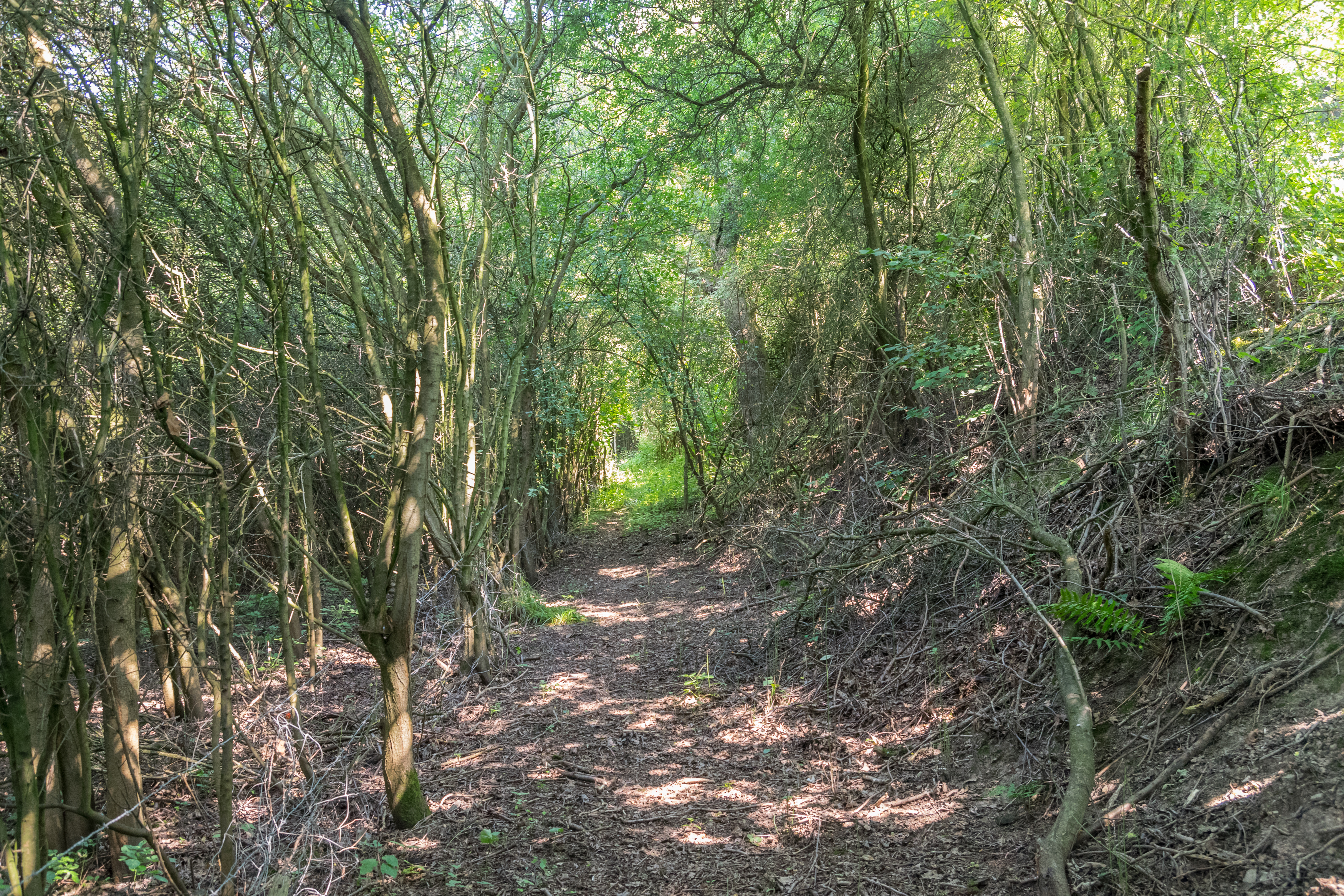
Waldbereich

Das Naturschutzgebiet Jürgensberg  mit 12,14 ha Flächengröße liegt im Gemeindegebiet von Extertal. Es wurde 2007 mit dem Landschaftsplan Nr. 5 Extertal durch den Kreistag des Kreises Lippe erstmals als Naturschutzgebiet (NSG) ausgewiesen.

## Beschreibung
Das Naturschutzgebiet Jürgensberg umfasst einen Wald-Grünland-Komplex an den westexponierten Hängen des Reckersberg und des Jürgensberg östlich Nalhof. Das NSG grenzt direkt an die Bebauung des Dorfes. Im mittleren Bereich ist der Berghang extrem steil Hang mit durchgewachsene Eichen- und Eichen-Buchenniederwald. Parzellenweise sind Fichten und Kiefern angepflanzt worden. Nach Süden schließen sich Grünlandbrachen und Gebüsche an. Nach Westen liegen unzugängliche Magerstandorte und schließlich offene Felswände. Nach Süden hin folgen nun durchgewachsener Eichen-Niederwald, während in flacheren Partien zum Dorf hin Grünland mit einer artenreichen Magergrünlandbrache folgen. Die Wälder sind im oberen, zugänglichen Randbereich dicht geschlossen und weisen nur eine lückige Krautschicht auf. In der Baumschicht befinden sich stellenweise Eschen und Birken.
Zum Wert führt der Landschaftsplan aus: „Die extremen Standortbedingungen stellen einen im Naturraum außergewöhnlichen und seltenen Biotopkomplex dar, der seltenen und an trockenwarme Standorte angepassten Pflanzen- und Tierarten Lebensraum bieten kann.“ Das Fachinformationssystem des Landesamtes für Natur, Umwelt und Klima Nordrhein-Westfalen führt zum Wert des Gebietes aus: „Die extremen Standortbedingungen stellen jedoch einen im Naturraum außergewöhnlichen und seltenen Biotopkomplex dar, der seltenen und an trockenwarme Standorte angepassten Pflanzen- und Tierarten Lebensraum bieten kann, wie aus dem früheren BK-Dokument hervorgeht (verschiedene Orchideen und wärmeliebende Pflanzenarten, Zauneidechse- und Mauereidechse).“

## Tier- und Pflanzenarten im NSG
Das Fachinformationssystem der LANUV führt nur die Tierarten Zauneidechse, Mauereidechse, Brauner Grashüpfer und Heidegrashüpfer auf. An Pflanzenarten (ohne Gehölze und ganz häufige Kräuter und Gräser) sind die Arten Aronstab, Arznei-Thymian, Blutwurz, Drahtschmiele, Echtes Johanniskraut, Einblütiges Perlgras, Fieder-Zwenke, Gewöhnlicher Glatthafer, Kleine Bibernelle, Kleiner Odermennig, Kleines Habichtskraut, Kleinköpfiger Pippau, Rot-Schwingel, Rundblättrige Glockenblume, Waldgeißblatt, Waldmeister, Wiesen-Margerite, Wiesen-Platterbse, Wilde Möhre, Wirbeldost dokumentiert. Angaben zu den vorkommenden Orchideen fehlen.

## Schutzzwecke für das NSG
Laut Landschaftsplan erfolgte die Ausweisung des NSG
- „zur Erhaltung, Entwicklung und Wiederherstellung eines regional bedeutsamen Wald-Grünlandkomplexes im Landschaftsraum "Bösingfelder Becken" als Lebensraum für seltene, gefährdete sowie landschaftsraumtypische wildlebende Tier- und Pflanzenarten. Hierbei handelt es sich vor allem um folgende Lebensräume bzw. Biotoptypen: Niederwald unterschiedlicher Ausprägung offene, magere Grünlandbereiche, wie Kalk-Steilabbrüche, Klippen und Felsen.“
- „zur Sicherung und Entwicklung eines Refugial- und Trittsteinbiotops für Lebensgemeinschaften trocken-warmer Wälder und Magergrünland bzw. eines Kernbereiches im Landschaftsraum für Niederwald diverser Ausbildungen,“
- „zum Schutz der hier vorkommenden gefährdeten Tier- und Pflanzenarten. U. a. kommen folgende gefährdete Rote Liste-Pflanzenarten im Gebiet vor: gewöhnliche Akelei (Aquilegia vulgaris, gewöhnlicher Wundklee (Anthyllis vulneraria, RL 3), Färberginster (Genista tinctoria, RL 3). Weiterhin stellt sich das Gebiet als wertvoller Bereich für Reptilien dar. Insbesondere ist hier die Rote-Liste-Tierart Zauneidechse (Lacerta agilis, RL 3) zu nennen.“
- „aus wissenschaftlichen, landeskundlichen, natur- und erdgeschichtlichen Gründen,“
- „wegen der Seltenheit, besonderen Eigenart und der hervorragenden Schönheit eines Wald-Grünlandkomplexes als Relikt einer ehemaligen kleinbäuerlichen Kulturlandschaft.“[1]